# Chatsworth House
Chatsworth House é uma exuberante mansão rural, localizada em Derbyshire, Inglaterra, situada a 5,6 km a nordeste de Bakewell e 14 km a oeste de Chesterfield. Residência do Duque de Devonshire, é o lar da família Cavendish desde 1549. Fica na margem leste do rio Derwent, e tem vista para as colinas baixas entre os vales de Derwent e Wye.
A mansão contém uma coleção única de pinturas e mobílias, desenhos de pintores que trabalharam antes de 1800, esculturas neoclássicas, entre outros artefatos. O jardim de Chatsworth é um dos mais famosos do Reino Unido. Além disso, Chatsworth House foi eleita, por muitas vezes, a propriedade campestre favorita do Reino Unido. A propriedade foi utilizada por diversas vezes ao longo dos séculos como cenário das mais elegantes ocasiões, desde festas grandiosas a recepções reais.

## História

### Esboço da estrutura do presente edifício
A história e plano de Chatsworth são bastantes complexos. O diagrama contido neste esboço dá uma ideia aproximada da estrutura da casa e estábulos (mas a casa das carruagens nas traseiras dos estábulos é largamente omitida). O norte está para a esquerda e a fachada oeste fica no fecho da página. O bloco principal do palácio está para a direita e encontra-se construído em volta de um pátio, o qual foi reconstruído para a sua forma presente cerca de 20 anos depois de 1687. A longa ala Norte, à esquerda, foi adicionada no início do século XIX. O longo edifício entre as duas é o Conservative Walk, estando a 1970 Display Greenhouse e a Greenhouse do 1.º Duque em frente dele. O palácio está construído num terreno inclinado. O piso térreo é mais baixo nos lados Norte e Oeste que nos lados Sul e Este (e assim são os pisos das salas do piso térreo). As salas do primeiro piso da fachada Este, na ala Norte, estão actualmente ao nível do piso térreo quando vistas do jardim, mas as salas do rés-do-chão por baixo delas ficam sobre um suave relvado inclinado, pelo que não são verdadeiramente salas de cave.

### Chatsworth inicial
Existia uma mansão no local desde a segunda metade do século XVI, mas a história de Chatsworth remonta aos tempos Anglo-Saxões. O nome é uma corruptela de "Chetelsourde" que significa "mansão de Chetel". Chetel foi destituída depois da Conquista Normanda e Chatsworth deixou de ser uma grande propriedade até ao século XV, quando foi adquirida por uma família chamada Leche que também possuía outra propriedade próxima. Provavelmente uniram o primeiro parque a Chatsworth e construíram um edifício no terreno elevado, onde fica agora a parte Sudeste dos jardins. Em 1549 venderam todas as suas propriedade na região a Sir William Cavendish, Tesoureiro da Câmara Real e, então marido de Bess de Hardwick. Bess era a filha de um proprietário rural de Derbyshire chamado John, dono de Hardwick Hall. Ela persuadiu o marido a vender todas as suas propriedades em Suffolk e a estabelecer-se na sua região nativa.
William e Bess começaram a construir a sua nova casa em 1553. Selecionaram um local próximo do rio, o qual era controlado por uma série de reservatórios escavados, os quais duplicavam como reservatórios de peixe. A casa encontrava-se no mesmo local que o presente bloco central e tinha o mesmo esboço básico. Era um quadrângulo com cerca de 170 pés (52 metros) de Norte para Sul e 190 pés (58 metros) de Este para Oeste, com um largo pátio central. A entrada principal era a Oeste, do lado do rio, a qual era embelezada com quatro torres ou torretas, e o Grande Salão, ainda o foco da casa na tradição medieval, ficava no lado Este do pátio, onde o hall pintado se encontra atualmente. Sir William morreu em 1557, mas Bess terminou o edifício na década de 1560 e viveu ali com o seu quarto marido, George Talbot, 6.º Conde de Shrewsbury. Em 1568 Shrewsbury tinha a posse da custódia de Maria I da Escócia, que foi várias vezes para Chatsworth à partir de 1570. Ela alojava-se no apartamento acima do Grande Salão, que é agora conhecido como a Sala da Rainha dos Escoceses. Fica localizado no piso de cima e é voltado para o pátio interior.
Bess morreu em 1608 e Chatsworth passou para o seu segundo filho, William Cavendish, que foi feito 1.º Conde de Devonshire em 1618.

### O 1.º Duque de Devonshire & suanovamansão

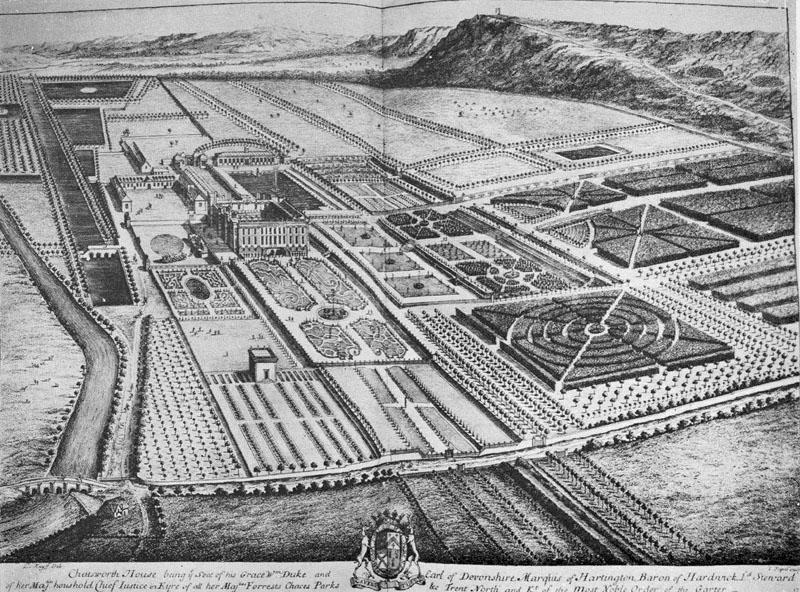
Gravura de Jan Kip and Leonard Knyff que mostra as alterações feitas pelo 1.º Duque

William Cavendish, o 4.º Conde de Devonshire, que se tornaria o 1.º Duque em 1694, foi um proeminente membro do Whig e foi forçado a retirar-se para Chatsworth durante o reinado de Jaime II (1685 – 1688). Isto ocasionou uma reconstrução completa do palácio, mas por ter planeado, inicialmente, apenas a reconstrução da ala Sul, manteve a estrutura do velho pátio central, o qual era completamente diferente dos pátios dos novos palácios rurais construídos naquele período. Os trabalhos começaram em 1687.
As frentes Sul e Este foram construídas sob a direcção do arquitecto William Talman e finalizadas em 1696. O palácio do 1.º Duque de Chatsworth era um edifício-chave no desenvolvimento da arquitectura barroca inglesa. De acordo com o historiador arquitectónico Sir John Summerson, este palácio "inaugurou uma revolução artística, a qual era uma contrapartida da revolução política, na qual o Conde era um tão proeminente líder." O desenho da frente Sul era revolucionária para uma casa inglesa, sem áticos nem telhados deslocados, mas pelo contrário com dois pisos sustentados por fundamentos rústicos. A fachada é dramática e escultural com colunas Jónicas e pesados entablamento e balaustrada. As escadas existentes, pesadas e quadrangulares, que descem do primeiro piso para o jardim são a substituição novecentista de uma elegante dupla escadaria curva. A frente Este é a mais tranquila das quatro fachadas do bloco principal, e tal como a frente Sul, é incomum por ter um igual número de secções e nenhuma peça central, a ênfase é dada nas secções finais, as quais são destacadas por duplos pares de pilastras, sendo que os pares interiores se projectam para fora. 
As frentes Norte e Este talvez tenham sido obra de Thomas Archer, possivelmente em colaboração com o próprio Duque.

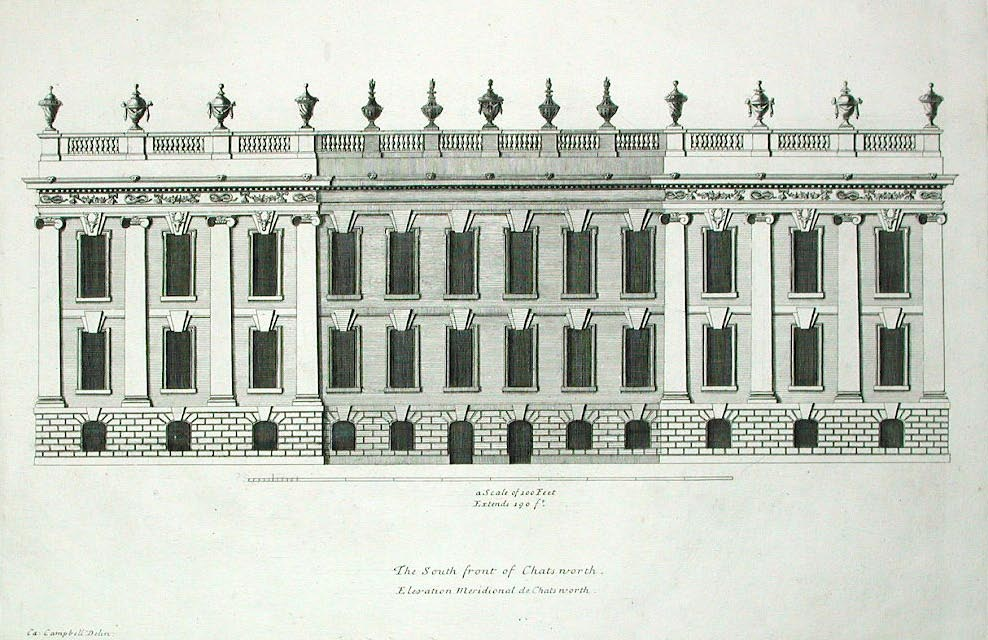
A fachada Sul de Chatsworth, no Vitruvius Britannicus de Colen Campbell

A fachada oeste tem nove largas secções com um frontão central suportado por quatro colunas e pilastras. Devido ao desnível do local esta fachada é mais alta que a do sul. Esta frente está vivamente cravada com muitos trabalhos de pedra, e as estruturas das janelas estão enfatizadas com folhas douradas que captam a luz solar. A fachada norte foi a última a ser construída e apresenta um desafio, pois o extremo Norte da fachada oeste está 3 metros à frente em relação ao extremo norte da fachada este. Esta grosseria foi coberta através da construção de um edifício com uma fachada levemente curvada para distrair a vista. Esta fachada foi alterada no século XIX quando a longa ala norte foi unida ao canto nordeste do palácio. As janelas áticas deste lado são as únicas visíveis do exterior da casa e estão inseridas na fachada principal, especialmente num telhado visível. As da secção curva eram originalmente ovais, mas actualmente são rectangulares como as das secções finais.
As fachadas voltadas para o pátio central também foram reconstruídas pelo 1.º Duque. O pátio era mais largo que agora, pois não havia corredores no lado ocidental e os lados norte e sul só tinham galerias fechadas no primeiro-andar, com galerias abertas abaixo. No século XIX foi construída uma nova acomodação nestes três lados, em todos os três níveis. A única fachada barroca sobrevivente está agora no lado Este, onde cinco secções das sete originais permanecem e se conservam quase como foram construídas. Estas têm cravados troféus de Samuel Watson, um artesão do Derbyshire que fez muitos trabalhos de pedra em Chatsworth, mármore e madeira, ao nível do primeiro-andar, e janelas com frontão, muito largas, no segundo-andar.
Um suíte Barroca, com state rooms ricamente adornadas que se abrem de uma para outra estão enfileiradas ao longo da fachada Sul. Outros elementos sobreviventes desta época são a capela e o hall pintado.

### O 6.º Duque de Devonshire
Em 1811, William Cavendish, 6.º Duque de Devonshire, herdou o título e oito edifícios: Chatsworth House, Hardwick Hall, Devonshire House, Chiswick House, Lismore Castle e a abadia de Bolton, os quais reteve; Burlington House que era um segundo palácio londrino e que por ser supérfluo foi vendido a um primo poucos anos depois; e Londesborough Hall no Yorkshire, o qual vendeu para resolver algumas dívidas. Estas casas vieram com 200 000 acres (809 km²) de terrenos, na Inglaterra e Irlanda. O Duque era um entusiasmado viajante, construtor e coleccionador que transformou Chatsworth. Nunca casou é conhecido como o Duque Solteirão. Dizia-se que estava apaixonado por uma Princesa da Família Real Britânica, mas não era elegível para casar com ela pois não tinha sangue real. Também teve diversas amantes. Existe uma transcrição em Latim sobre a lareira do hall pintado que diz, "William Spencer, Duque de Devonshire, herdou este muito belo palácio, de seu pai, no anos de 1811, o qual tinha sido iniciado no ano da libertação inglesa de 1688, e completado no ano do seu luto, 1840". 1688 foi o ano da Revolução Gloriosa, que foi patrocinada pelas dinastias partidárias do Whig, incluindo os Cavendishes. Blanche, a sua sobrinha favorita, casada com o William Cavendish, o futuro 7.º Duque de Devonshire, tinha morrido em 1840. Em 1844 ele publicou um Manual para Chatsworth e Hardwick.
O arquitecto do Duque Bacharel foi Jeffry Wyatville, e o trabalho foi realizado num estilo italianizado, o qual mistura suavemente com os acabamentos mais elaborados da casa barroca. O Duque tinha uma paixão pelo mármore e os novos interiores foram embelezados com uma grande quantidade dele. Tal como o seu antepassado 1.º Duque, ele não sabia o que fazer primeiro e fez muitas alterações de planos ao longo dos anos. A proposta principal para as alterações no bloco central era encontrar os padrões de conforto existentes no início do século XIX e o mais informal estilo de vida da época, em comparação com os do tempo do 1.º Duque. Isso significava adicionar muitos mais corredores em volta das alas do parque central de forma que as salas pudessem ser acedidas sem ter que se passar pelas outras, e aumentar o número de salas-de-estar, em ordem ao velho costume de colocar um hóspede em cada apartamento. As "Oak Stairs" foram construídas no extremo Norte do "Painted Hall" para permitir comunicações internas. O Duque escreveu que esteve tentado a demolir o "State Apartment", o qual era visto então como sombrio e desinteressante, para fazer no seu lugar novos quartos melhorados, mas acabou por não fazê-lo (na mesma época a Rainha Vitória decidiu que Hampton Court, com os seus State Apartments, era inabitável). As mudanças principais no interior barroco foram restringidas a algumas coisas como colocar pendões em couro nas paredes da State Music Room e da State Bedroom, e substituir a dupla escadaria curva do Painted Hall, feita pelo 1.º Duque, por uma diferente, superficial, mas menos elegante, que foi, ela própria, substituída mais tarde. O Duque era um grande coleccionador de livros, por isso converteu a long gallery numa biblioteca, com uma elegante decoração branca com colunas de malaquite verde. Rapidamente percebeu que precisava de mais prateleiras, por isso esvaziou-a e instalou um novo interior com estantes que cobriam quase todas as paredes e uma escada de madeira para aceder às prateleiras mais altas. 
No palácio do 1.º Duque as mais importantes salas de serviço estavam no bloco principal, incluindo a cozinha, a qual se localizava onde hoje está o hall da entrada Norte (a entrada usada pelos visitantes), estendendo-se pelo piso. Também existia um conjunto recuado de edifícios de serviço a Norte do palácio, o qual foi substituído por uma despretensiosa ala neoclássica na segunda metade do século XVIII. O Duque Solteirão construiu com Wyatville uma nova Ala Norte que duplicou o tamanho do edifício. A maior parte desta construção tinha dois pisos, em comparação com os três do bloco principal. Foi unida ao canto Nordeste do palácio próximo da biblioteca, tendo cerca de 120 m de comprimento. O piso térreo foi ocupado, na sua totalidade, por salas de serviço: cozinha, hall dos criados, lavandaria, quartos do mordomo e da governanta, e muitas outras. No primeiro-andar, voltado para Oeste, estavam dois conjuntos de quartos de solteiro, chamados California e The Birds. 
As salas principais da nova fachada ala estavam viradas para Este. A ligação com o bloco principal era uma pequena biblioteca baptizada de sala abóbada. Por trás desta encontrava-se uma nova sala de jantar. Existia uma galeria de música no passadiço de serviço onde os músicos do Duque tocavam. Por trás desta encontrava-se a galeria das esculturas, a qual era a sala mais larga do palácio e o laranjal. A ala norte terminava com o extremo a Torre Belvedere. O banho do duque era aqui e continha também o teatro privado de Chatsworth. Acima do teatro encontra-se o próprio belvedere, o qual é uma plataforma panorâmica, com telhado mas aberta dos lados. O Duque construiu uma portaria neste extremo da casa com três portões. O portão central e mais largo leva à entrada norte, a qual era a principal entrada do palácio e é agora a entrada do público. O portão norte leva ao pátio de serviço, e o portão sul leva à porta da frente original, na fachada oeste, a qual foi relegada para segundo plano na época do Duque Solteirão, mas que agora é novamente a entrada da privada da família.
Em Outubro de 1832, a Princesa Vitória (mais tarde a Rainha Vitória) e a sua mãe, a Viktoria of Saxe-Coburg-Saalfeld, Duquesa de Kent, visitaram Chatsworth. William Cavendish, 6.º Duque de Devonshire teve uma nova oportunidade de receber Victoria em 1843 quando a Rainha e o Príncipe Alberto de Saxe-Coburgo-Gota voltaram para serem entretidos por uma extensa exibição de fontes iluminadas.

### Chatsworth no início do século XX

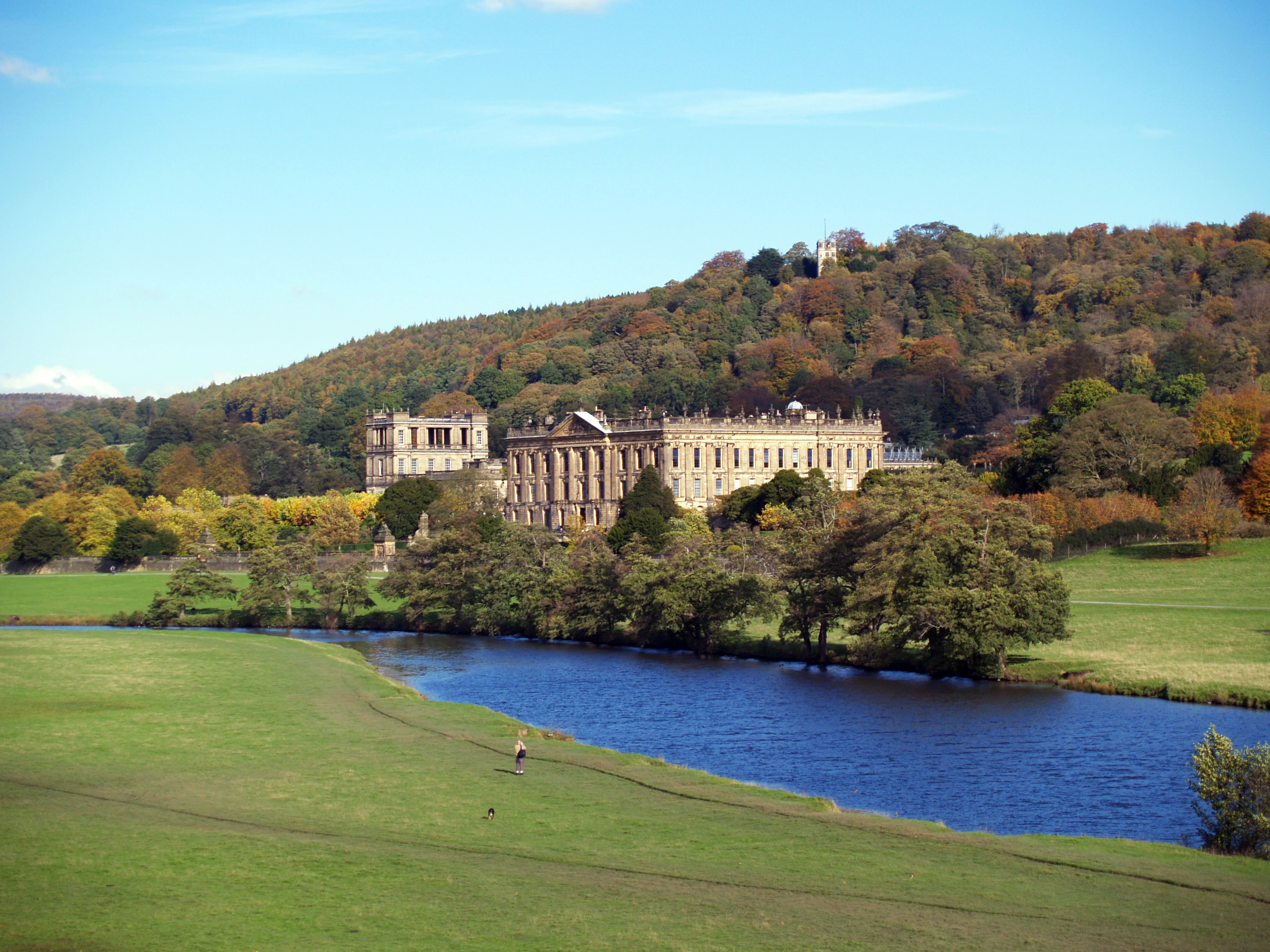
Chatsworth House na outra margem do Rio Derwent.

No início do século XX as mudanças sociais e ao nível dos impostos começaram a afectar o estilo de vida Devonshire. Quando Spencer Compton Cavendish, 8.º Duque de Devonshire morreu, em 1908 os impostos sucessórios ascenderam a mais de meio milhão de libras, embora esta fosse uma pequena mudança em relação ao que aconteceria quarenta e dois anos depois. A propriedade ainda estava sobrecarregada com dívidas acumuladas pelas extravagâncias do 6.º Duque e pela falência dos negócios do 7.º Duque em Barrow-in-Furness, além de que a agricultura entrada em depressão depois da década de 1870. Em 1912 a família vendeu vinte cinco livros impressos por William Caxton e uma colecção de 1347 volumes de peças que haviam sido adquiridas pelo 6.º Duque, incluindo quatro exemplares de Shakespeare, à The Huntington Library na Califórnia. Dezenas de milhar de acres de terreno foram vendidos em Somerset, Sussex e Derbyshire, durante e imediatamente depois da Segunda Guerra Mundial. Em 1920 o palácio londrino da família, Devonshire House, que ocupava três acres (12 000 m²) situado em Piccadilly, foi vendido a investidores e demolido, e uma casa muito mais pequena nos Carlton Gardens n.º 2 próxima do The Mall foi adquirida para substitui-la. Muito do conteúdo da Devonshire House foi levado para Chatsworth. A Grande Estufa do jardim de Chatsworth foi demolida pois eram necessários dez homens para a sua manutenção e grandes quantidades de carvão para aquecê-la. Todas as plantas haviam morrido durante a guerra quando nenhum carvão era disponibilizado para fins não essenciais. Também se falou em deitar abaixo a ala Norte do 6.º Duque, então vista como não tendo interesse estético ou histórico, para reduzir os gastos correntes, mas isso acabou por não acontecer. Chiswick House, a celebrada villa de Palladio nos subúrbios Oeste de Londres, a qual tinha sido herdada pelos Devonshires quando William Cavendish, 4.º Duque de Devonshire casou com a filha de Lord Burlington, foi vendida ao Conselho Municipal de Brentford em 1929.
Apesar de tudo, a vida em Chatsworth continuou como antes. A vida doméstica era supervisionada por um controlador. O pessoal doméstico ainda estava disponível, provavelmente mais no campo que nas cidades. O staff em Chatsworth nesse tempo consistia num mordomo, um sub-mordomo, camareiro, valete e três lacaios; a governanta, criada da duquesa, onze arrumadeiras e duas costureiras; cozinheira, duas criadas de cozinha, criada de vegetais, três ajudantes de cozinha, duas criadas de copa e uma leiteira; seis criadas de lavandaria; e a secretária da Duquesa. Todas estas trinta e nove pessoas viviam na casa. Além destes ainda havia pessoal diarista que incluía o homem de biscates, estofador, sopeira, duas mulheres de limpeza, porteiro de lavandaria, fogueiro, dois porteiros das guaritas, dois bombeiros nocturnos, porteiro nocturno, dois limpadores de janelas, além de uma equipa de marceneiros, canalizadores e electricistas. O secretário de trabalhos supervisionava a manutenção do palácio e outras dependências da propriedade. Também existiam empregados das cavalariças, motoristas e guardas de caça. O pessoal do jardim estava entre os 80 da época do 6.º Duque e os cerca de vinte do início do século XXI. Também havia um bibliotecário, Francis Thompson, que escreveu a primeiro descrição de Chatsworth desde o manual do 6.º Duque.
A maior parte dos palácios rurais do Reino Unido foram postas sob uso institucional durante a Segunda Guerra Mundial. Algumas das casas usadas como aquartelamentos foram danificadas, mas Edward Cavendish, 10.º Duque de Devonshire, antecipando que colegiais seriam melhores que soldados, dispôs que Chatsworth seria ocupado pelo Penhros College, uma actualmente extinta escola pública feminina de Colwyn Bay no País de Gales. O conteúdo do palácio foi empacotado em onze dias e as raparigas com as suas professoras chegaram para uma estadia de seis anos. Foi usado todo o conjunto do palácio, incluindo as State Rooms, as quais foram transformadas em dormitórios. A respiração das raparigas adormecidas causaram o crescimento de fungos atrás de algumas imagens. O edifício não era muito confortável para tantas pessoas, com uma carência de água quente, mas existia compensações, tal como patinar no Canal Pond. As raparigas cultivavam vegetais no jardim como contributo para o esforço de guerra. 
Em 1944, Kathleen Kennedy Cavendish, irmã de John F. Kennedy, casou com William John Robert Cavendish, Marquês de Hartington, o filho mais velho de Edward Cavendish, 10.º Duque de Devonshire. De qualquer forma ele foi morto em acção na Bélgica mais tarde, nesse mesmo ano, e ela morreu num acidente aéreo em 1948.
O irmão mais novo de John Robert, Andrew Cavendish, tornou-se o 11.º Duque de Devonshire em 1950. Era casado com Deborah Mitford, membro da aristocrática família Mitford e irmã de Nancy Mitford, Diana Mitford, Pamela Mitford, Unity Mitford e Jessica Mitford, que ficaram conhecidas colectivamente como as "Mitford girls".

### Chatsworth atual

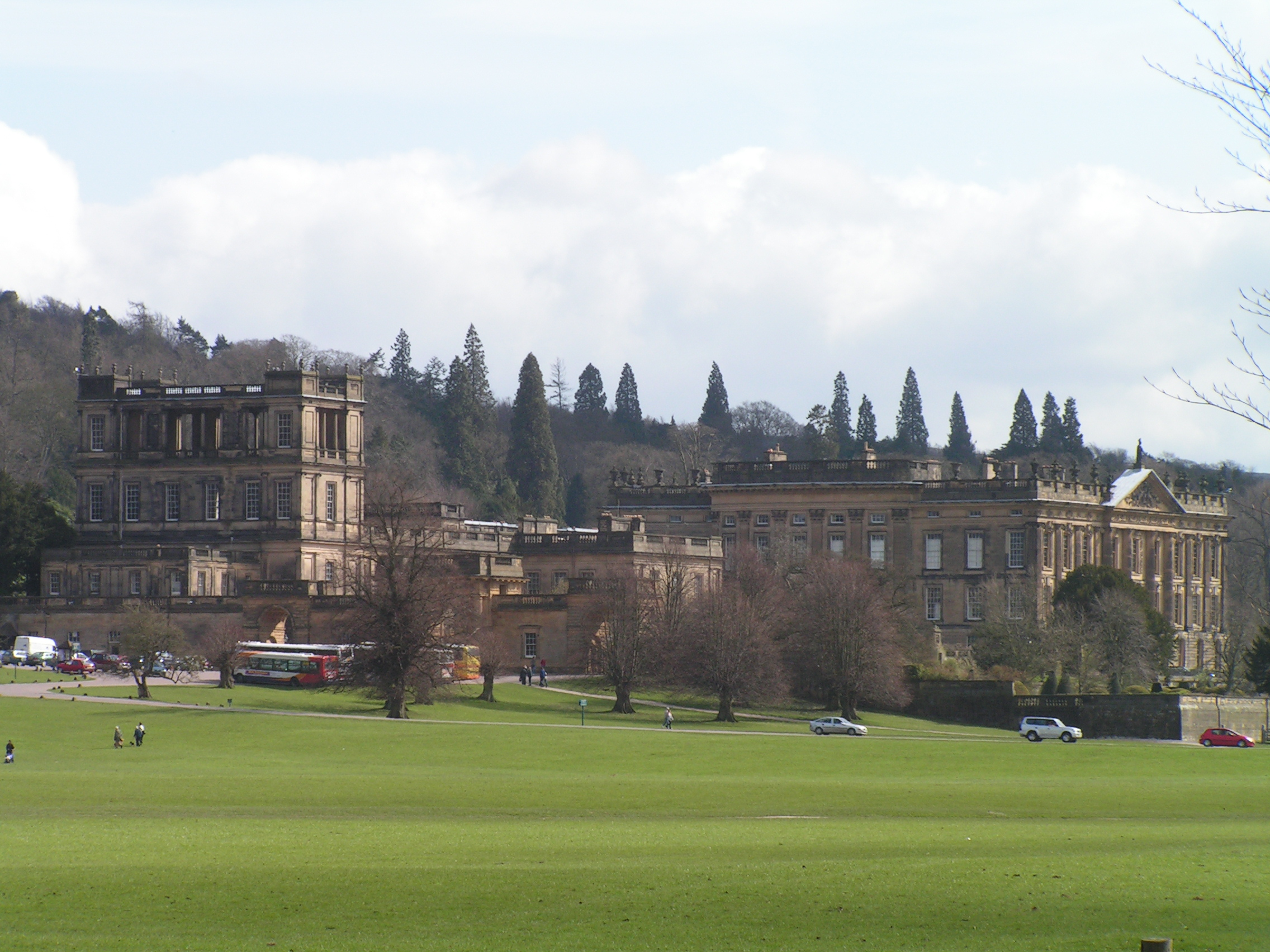
Um vista actual de Chatsworth House.

A história moderna de Chatsworth começa em 1950. A família ainda não havia voltado ao palácio depois da guerra. O 10.º Duque havia transferido em vida os seus bens para o seu filho na esperança de evitar os impostos sucessórios, mas morreu poucas semanas antes de conseguir a isenção, pelo que o imposto foi fixado em 80% do total da propriedade. O montante da taxa era de 7 milhões de libras. Alguns dos advogados da família consideraram a situação irreversível, tendo havido propostas de transferir Chatsworth para a nação como uma espécie de "Victoria and Albert Museum" do Norte da Inglaterra, mas o Duque decidiu fazer tudo para manter a casa de família. Vendeu dezenas de milhares de acres de terras, transferiu Hardwick Hall para o National Trust for Places of Historic Interest or Natural Beauty (Instituto Nacional de Locais de Interesse Histórico ou de Beleza Natural) como pagamento de impostos, e vendeu algumas das maiores obras de arte de Chatsworth. Uma casa que a família tinha em Sussex foi deixada para uma escola. O valor dos direitos sucessórios foi mitigado em alguma extensão pelo historicamente baixo valor da arte no pós-guerra, atingido pelas peças de arte pelo aumento dos valores da terra durante o renascimento da agricultura neste período, e assim o montante das perdas foi consideravelmente menor que os 80% previstos, em termos de bens físicos. Em Derbyshire, dos 83 000 acres iniciais foram retidos 35 000. Lismore Castle, na República da Irlanda e a propriedade da abadia Bolton, no Yorkshire permanecem na família ainda hoje.
Apesar de tudo, as negociações com a "Inland Revenue" duraram dezassete anos, devido a interesses nesse meio-tempo. A Chatsworth Estate é agora gerida pelos Depositários da Liquidação de Chatsworth, a qual foi instituída em 1946. 

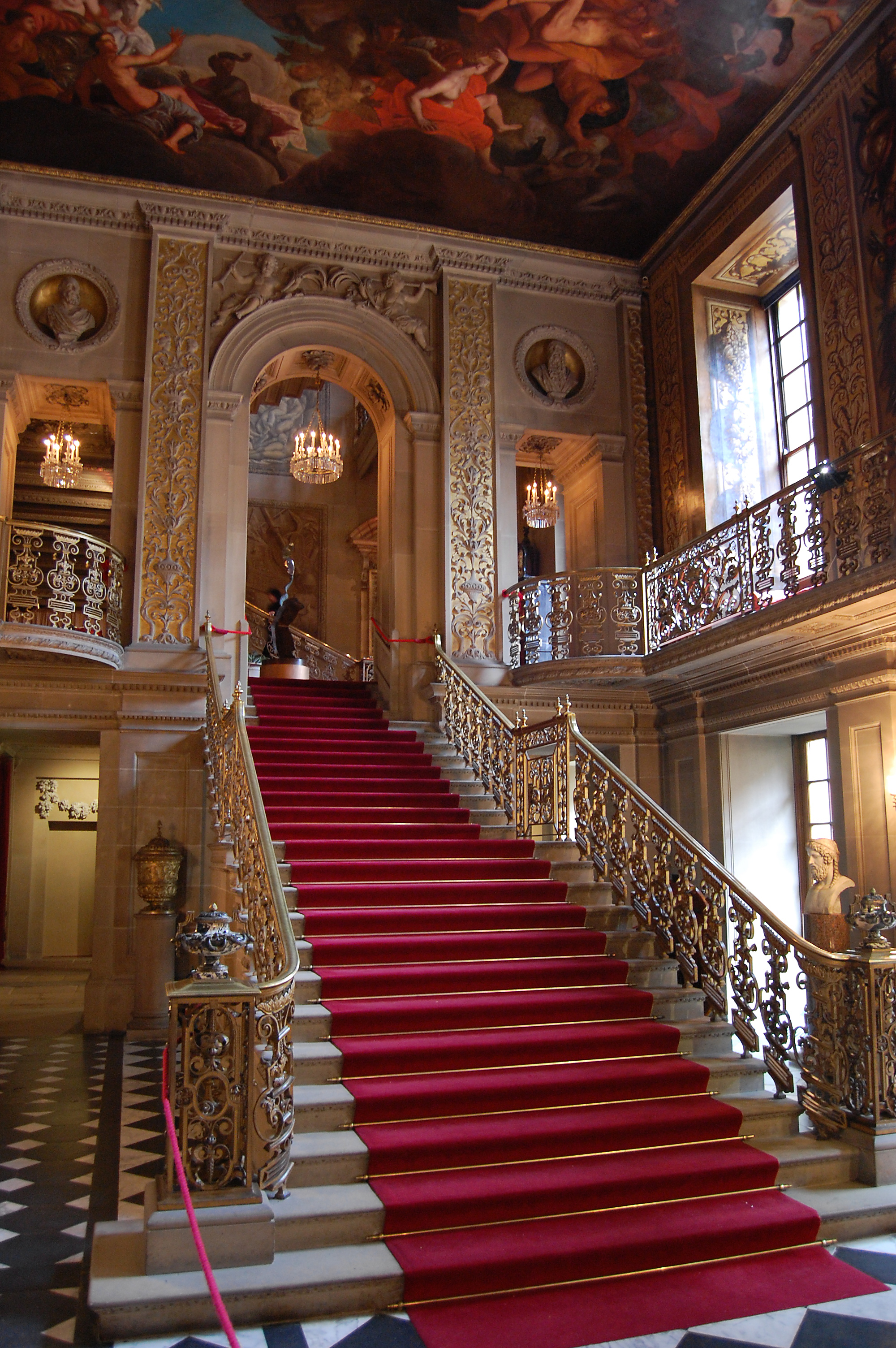
Escadaria principal de Chatsworth House

O 10.º Duque estava pessimista em relação ao futuro de casas como Chatsworth, e não fez planos para regressar depois da guerra. Depois de o Penrhos College sair, em 1945 as únicas pessoas que permaneceram no palácio foram as criadas, Mas no Inverno de 1948–1949 o palácio foi limpo e arrumado para abrir ao público, por duas mulheres húngaras que haviam sido cozinheira e criada de Kathleen Kennedy em Londres, e por uma equipe de seus compatriotas. Em meados da década de 1950, talvez encorajado pela eleição e reeleição do governo Conservador, o qual sugeria que os palácios rurais não deviam ser condenados, Andrew Cavendish, o 11.º Duque de Devonshire e a Duquesa Deborah Mitford, começaram a pensar no regresso. O edifício precisaria de uma grande equipe de criadagem para manter o seu conforto, e carecia de facilidades modernas. 
O palácio foi remontado, a canalização e o aquecimento foram reparados e seis apartamentos independentes foram criados para substituir os pequenos quartos da criadagem e o hall do pessoal doméstico. Incluídos nos apartamentos do pessoal, foram adicionados dezessete banheiros. A cavernosa e muito ampla cozinha do 6.º Duque foi abandonada, e uma nova foi criada próxima da sala de jantar da família. As salas privadas foram repintadas, foram comprados carpetes e as cortinas foram reparadas ou substituídas. Os duques e os seus três filhos mudaram-se para Chatsworth em 1959.
Em 1981 a família criou um consórcio de caridade chamado Chatsworth House Trust para preservar a casa e seu ambiente. Este consórcio tem a concessão do edifício por 99 anos, incluindo o jardim, o parque e alguns bosques num total de 1822 acres (7,4 km²), com uma renda anual de 1 libra. A família vendeu algumas obras de arte, principalmente pinturas de velhos mestres, que não podiam ser postas em exposições regulares, por elevarem um multimilionário fundo de dedicação. Os Cavendish estão representados no conselho, mas este tem uma maioria de não-membros do clã. A família paga uma renda comercial pelo uso que faz dos seus apartamentos privados na mansão. O custo da manutenção da mansão e do jardim é de cerca de 4 milhões de libras anuais.
O 11.º Duque morreu em 2004 e foi sucedido pelo seu filho Peregrine Cavendish, o 12.º Duque de Devonshire. A sua mãe, (Deborah Mitford), foi muito ativa na promoção da propriedade e no aumento dos rendimentos vindos dos visitantes. Ela tornou-se responsável por muitas adições nos jardins, incluindo o labirinto, além de várias encomendas de esculturas modernas. Foi autora de sete livros sobre diferentes aspectos de Chatsworth e da sua propriedade, antes de sua morte em setembro de 2014.

## Os interiores
Chatsworth não é o tipo de palácio que ilustra perfeitamente a arquitectura e a decoração interior de um determinado período. O seu esquema é único e cheio de irregularidades, uma vez que tanto o 1.º como o 6.º Duques herdaram uma velha casa e tentaram adaptá-la ao seu estilo de vida e ao estilo das suas épocas, sem mudarem os fundamentos da sua estrutura. No mesmo sentido, o interior é uma mistura de diferentes estilos. Muitas das salas são identificáveis com um determinado período, mas em muitos casos têm sido alteradas mais frequentemente do que poderá supor-se à primeira vista.

### Alterações do século XVIII
Na década de 1760 o 4.º Duque fez da velha cozinha existente no centro da fachada norte do hall de entrada. Da parte superior fez quartos, os quais têm uma forma particularmente estranha devido à curvatura da fachada. Improvavelmente, a entrada principal de um dos maiores palácios de Inglaterra, nesta era de elegância, era feita através de uma cozinha convertida, com saída para o peristilo do pátio, e através de uma passagem acima do quarto da cozinheira e escadas traseiras antes de finalmente alcançar o hall pintado. O neto deste Duque, mais tarde, fez melhorias, fechando a colunata para fazer um corredor e colocando-lhe um chão em mármore multicolorido. O quarto da cozinheira e as escadas traseiras deram lugar à actual escadaria de carvalho. William Cavendish, o 5.º Duque de Devonshire redecorou algumas das salas privadas da família e algumas paredes de divisão foram removidas, mas existem poucos traços de meados e finais de século XVIII nas salas públicas.

### As salas privadas

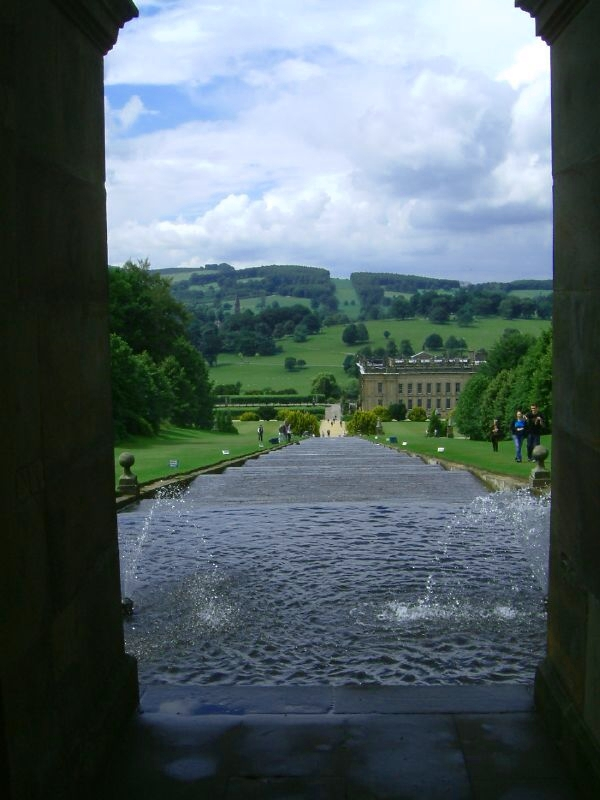
Chatesworth visto da cascata

Chatsworth tem 126 salas e cerca de 100 não podem ser vistas pelos visitantes. A casa está bem adaptada para permitir que a família viva privadamente nos seus apartamentos enquanto o palácio está aberto. A Nobre Duquesa descreve as salas da família no seu livro Chatsworth: The House. Ela vive actualmente em Edensor, e os actuais Duques mudaram-se para Chatsworth. A família ocupa salas do piso térreo e do primeiro-andar da ala Sul, todos os três pisos da ala Oeste e os dois pisos superiores da ala Norte. Escadarias no canto Nordeste do bloco central e numa torreta na fachada Este permitem-lhes moverem-se pelo edifício sem se cruzarem com a rota pública. 
As salas de estar principais da família encontram-se no primeiro-andar da ala Sul. A sala de jantar da família fica no canto Sudeste e tem as mesmas dimensões da "State Dining Room" imediatamente acima. Esta era a localização habitual da sala de jantar da família; a sala de jantar do Duque Solteirão na fachada Norte deu lugar a um interlúdio há pouco mais de cem anos. Tanto a casa de Bess de Hardwick como a do 1.º Duque tinham uma hierarquia de três salas de jantar neste canto, cada uma mais alta e mais abundantemente decorada que a anterior. No piso térreo ficava o salão comum (actualmente a sala de pequeno-almoço) o qual era usado pelos cavalheiros do pessoal doméstico, e actualmente é usado pela família para refeições informais. Acima ficava a principal sala de jantar da família, e no topo ficava a Grande Câmara, a qual era reservado para a realeza o, apesar de o Duque Solteirão ter escrito que nunca se jantara ali, que ele soubesse. 
A melhor sala-de-estar privada, chamada de sala-de-estar amarela, fica próxima da sala de jantar e imediatamente abaixo da State Drawing Room. A Nobre Duquesa escreveu que o palácio está tão solidamente construído, que as multidões que passam por baixo são imperceptíveis. O trio de salas de recepção desta área fica concluído pela sala-de-estar azul, que fica debaixo da "State Music Room". Esta foi criada no século XIX colocar juntas as salas de dormir e de vestir do 1.º Duque, tendo uma porta para a sua galeria privada no nível superior da capela. Também serviu como sala de bilhar e sala de aulas. Eventos de caridade são realizados por vezes nesta parte do palácio. Ambas as salas-de-estar têm acesso ao jardim pela escadaria externa da fachada Sul.
Três corredores chamados de "Tapestry Gallery", o "Burlington Corridor" e a "Book Passage" estão arrumados em redor das passagens Sul, Oeste e Norte a este nível, e dão acesso aos quartos da família. Existe uma sala-de-estar no canto Noroeste, uma das poucas salas do palácio com vista em duas direcções. Existem mais quartos da família no segundo-andar virados para Oeste e Norte. Os quartos Scots e Leiceste na ala Este ainda são usados quando há grande festas, que é a razão pela qual umas vezes são incluídos, com um bilhete opcional, na visita ao palácio e outras vezes não. Este conjunto de salas contêm actualmente a Exposição do 11.º Duque. Os visitantes contornam o primeiro andar, na sua descida pelas "West Stairs" vindos das "State Rooms" para a capela. 
As escadas privadas do Norte levam, para baixo, a mais salas privadas no piso térreo da ala Oeste. Ao centro está o "West Entrance Hall", o qual é uma vez mais a entrada da família. À direita da entrada está uma sala de passagem conhecida como sala mineral, pela qual se chega a um estúdio. Para a esquerda fica uma sala chamada de "Leathe Room", com paredes deste material (couro) e um grande número de livros: é uma das, pelo menos, seis bibliotecas do palácio. A sala seguinte é o "Duke's Study", o qual tem duas janelas, muitos mais livros e alegres decorações florais pintadas para o Duque Solteirão por, nas suas próprias palavras, "três artistas barbudos em blusas importados de Paris." A sala do canto do piso térreo tem a forma de uma pequena sala de jantar. Estas salas são, todas elas, muito altas porque o piso térreo da ala Oeste é mais baixo que o do "Painted Hall" e os corredores do piso térreo em volta do pátio. O "West Entrance Hall" tem uma série de degraus que sobem para o corredor oeste.
As outras salas-de-estar da família estão na metade Este do piso térreo da ala Sul e podem ser acedidas pelo "Chapel Corridor" na rota pública ou pela escadaria torreta da sala de jantar. A sala do canto Sudeste foi a sala-de-banho ducal, até que o Duque Solteirão construiu o seu novo banho de mergulho na Ala Norte, e agora é a despensa onde a procelana chinesa da família é guardada. Esta liga-se com uma moderna cozinha, a qual fica sob a biblioteca. Próximos da despensa, na frente sul, ficam escritórios.

### Trompe l'oeil
Uma das portas interiores de Chatsworth apresenta um esplêndido trompe l'oeil de um violino e arco, pintado cerca de 1723 por Jan van der Vaart.

## Jardim de Chatsworth
O jardim de Chatsworth é um dos mais famosos no Reino Unido, e atrai mais de 300 mil visitantes por ano. É uma complexa e diversificada mistura de realizações formais e informais de seis séculos diferentes, que cobre 105 acres (0,4 km²) e é rodeado por um muro com 2,8 km de comprimento. Fica situado no lado este do vale do rio Derwent, o qual bordeja suavemente a paisagem em redor do parque de 1000 acres (4 km²). Os bosques, nas charnecas para Este do vale, formam um pano de fundo para o jardim. Trabalham aqui cerca de vinte jardineiros a tempo inteiro. A percipitação média é de cerca de 855 mm por ano, e a média de horas solares é de cerca de 1160 por ano. Quase toda as realizações do jardim foram criadas em cinco fases principais de desenvolvimento.

### O jardim isabelino
O jardim, tal como o palácio, foi iniciado por Sir William Cavendish e Bess de Hardwick em 1555. O jardim isabelino era muito menor que o actual. Tinha terraços para Este do palácio, onde fica agora o relvado principal, lagos e fontes para sul e lagos de peixe para Oeste, pelo rio. O que resta do visual desta época é principalmente uma atarracada torre de pedra conhecida como "Queen Mary's Bower" devido à lenda de que contava que a Rainha Maria I da Escócia tinha permissão de ir ali tomar ar enquanto era prisioneira de Chatsworth. A torre fica agora fora da cerca do jardim, no parque. Alguns dos muros do "West Garden" também são desta época, mas foram reconstruídos e expandidos mais tarde.

### O jardim do 1º Duque (1684–1707)
Ao mesmo tempo que reconstruía o palácio, o 1.º Duque criava um dos mais grandiosos jardins barrocos formais da Inglaterra. Fez numerosos parterres talhados em inclinações acima da casa, além de várias fontes, construções de jardim e esculturas clássicas. As principais realizações sobreviventes desta época são:

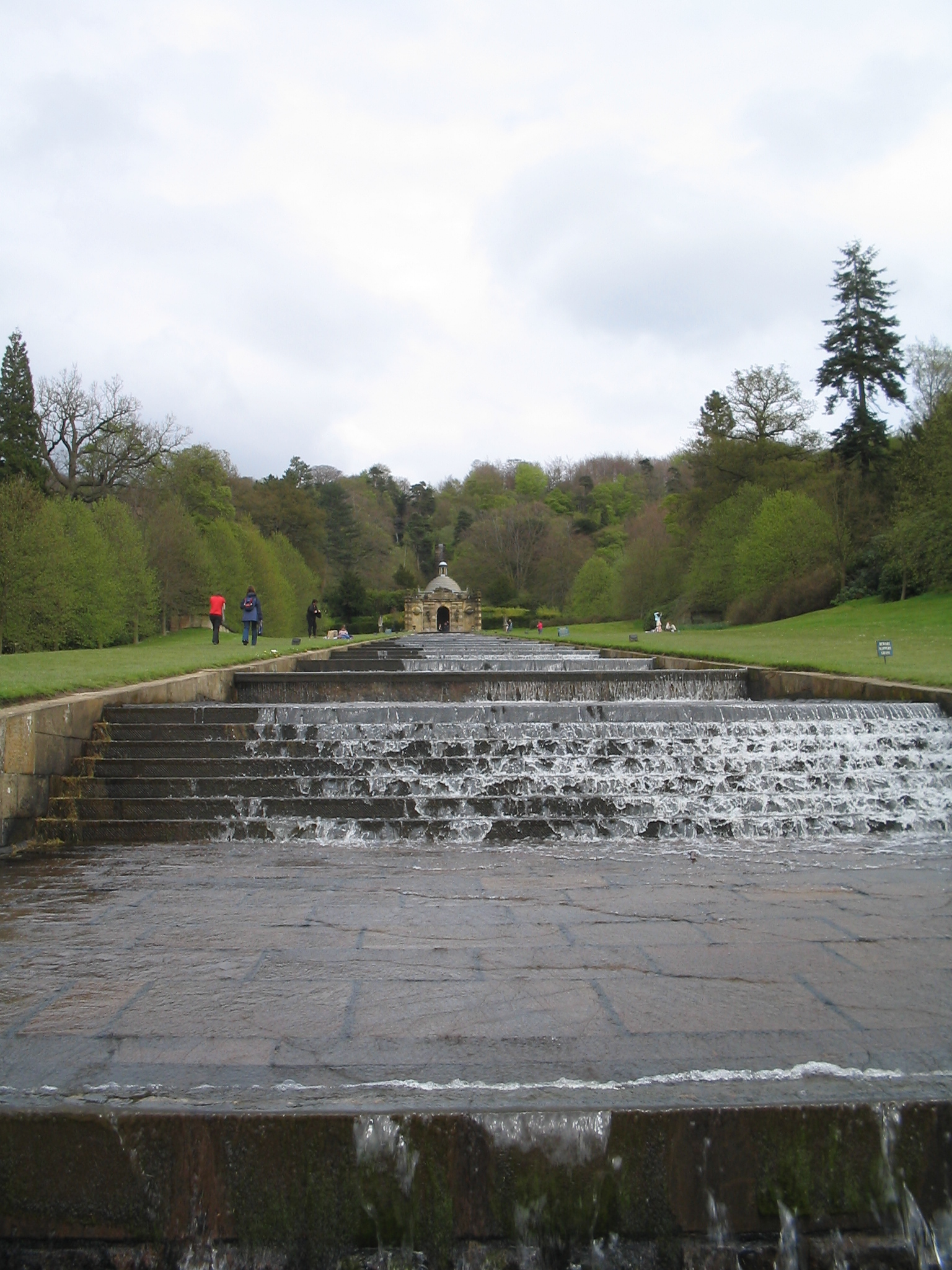
A cascata vista de baixo, com a Casa da Cascata à distância.

- A Cascata e a Casa da Cascata: A Cascata é um conjunto de degraus em pedra sobre os quais a água flui desde uma série de fontes no topo. Foi construída em 1696 e reconstruída numa escala maior em 1701. Em 1703 foi adicionada no topo um Templo barroco, a Casa da Cascata, por Thomas Archer. A principal restauração da cascata e respectiva casa foi levada a cabo entre 1994 e 1996 e contabilizou 10.000 horas de trabalho. Em 2004 foi votada como o melhor conjunto de água na Inglaterra por um painel de 45 jardineiros especialistas, organizado pela revista Country Life.[2]
- O Canal Piscina: O Canal Pond é um lago rectangular com 314 jardas de comprimento a Sul do palácio,começado em 1702.
- A Fonte do Cavalo-marinho: A Sea-Horse Fountain é uma fonte escultural em forma circular no relvado entre o palácio e o Canal Pond. Inicialmente era a peça central do parterre principal.
- A Fonte do Salgueiro: A "Willow Tree Fountain" é uma imitação de árvore que deita água, de uma forma inusitada, pelos ramos. A escritora Celia Fiennes escreveu sobre esta fonte no seu diário, em 1696: "Ali… no meio do bosque fica um delicado salgueiro, as folhas, tronco e tudo parecendo muito natural…". A árvore foi substituída duas vezes e restaurada em 1983.
- A Casa verde do 1º Duque: Esta casa é uma longa e baixa construção com dez janelas arcadas e um templo como peça central. Foi mudada do seu local original, com vista para campo de bowling do 1º Duque, na margem Norte do relvado principal, e está agora em frente de um roseiral.
- Templo de Flora: O "Flora's Temple" é um templo clássico que foi construído em 1695 e mudado para o seu presente local, no extremo Norte do amplo passeio, em 1760. Contém uma estátua da Deusa Flora feita por Caius Gabriel Cibber.
- O Jardim Oeste: O "West Garden" é actualmente o jardim privado da família, com plantações modernas em três secções. Com estrutura formal, o West Garden é principalmente uma criação da época do 1.º Duque, embora o esquema não seja o original.

### O jardim do 4.º Duque (1755-1764)
O 4.º Duque encomendou a Capability Brown a transformação do jardim ao estilo paisagista naturalístico, em moda na época. A maior parte dos lagos e parterres foram convertidos em relvados, mas foram poupados vários detalhes com características importantes. Foi executada uma grande quantidade de plantação de árvores, incluindo uma variedade de espécies americanas, especialmente importadas de Filadélfia em 1759. O principal alvo e mérito deste trabalho foi a melhoria da integração do jardim e do parque.

### O jardim do 6.º Duque (1826-1858)
Em 1826 um jovem de 23 anos de idade chamado Joseph Paxton, que fora treinado nos Kew Gardens, foi nomeado como chefe dos jardineiros de Chatsworth. O 6.º Duque herdara Chatsworth quinze anos antes e mostrara inicialmente pouco interesse em melhorar o negligenciado jardim da propriedade. No entanto, a amizade produtiva e extravagantemente financiada com Paxton, que mostrou ser o mais inovador desenhador de jardins do seu tempo, deixou as maiores influências individuais no jardim de Chatsworth. As realizações que sobram desta época são:

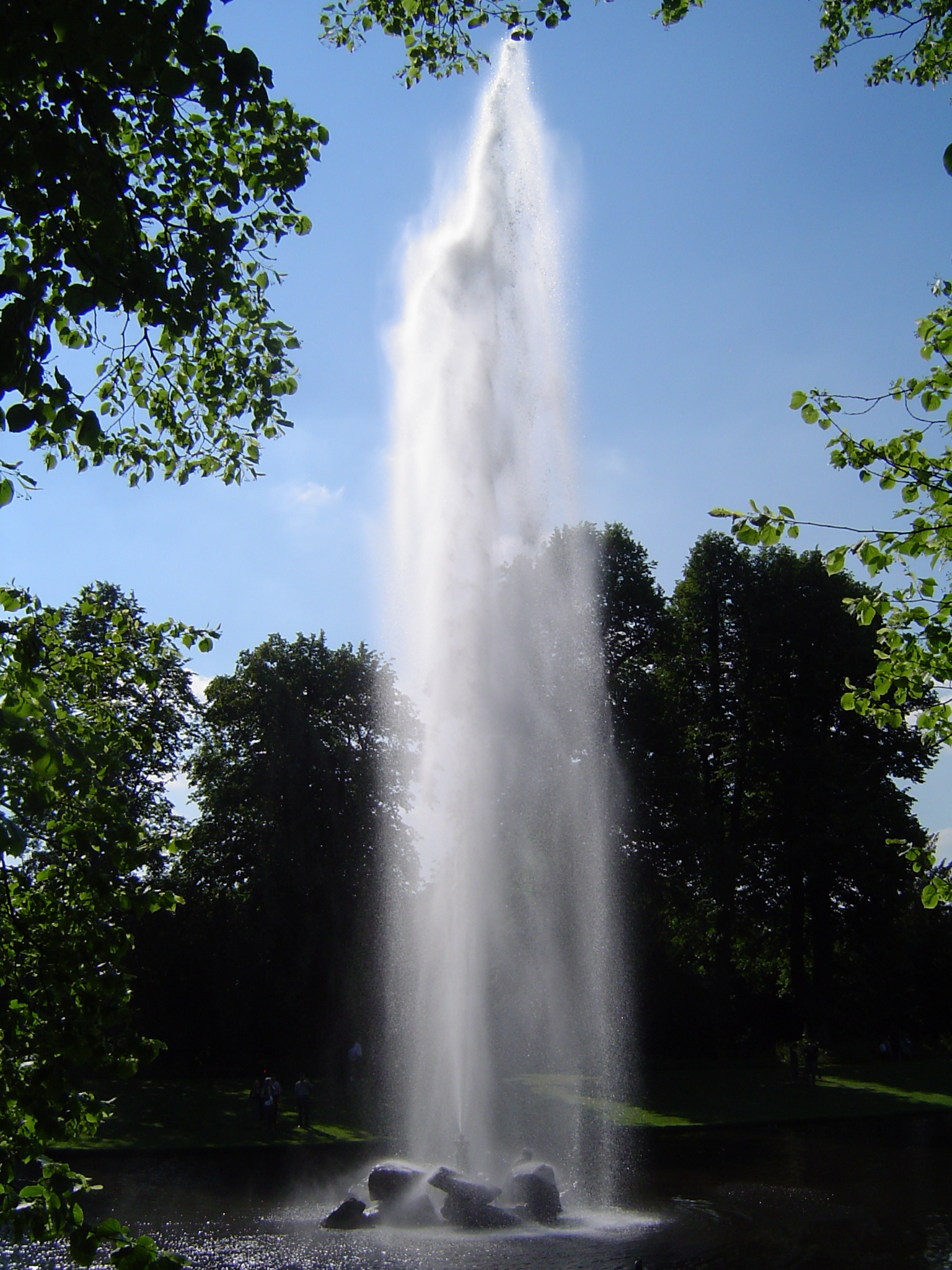
O repuxo nos jardins de Chatsworth.

- As "Rockeries" e "The Strid": Em 1842 Paxton começou a trabalhar na disposição de pedras a uma escala gigantesca, empilhando rochas com várias toneladas. Duas rochas foram nomeadas para a Rainha Vitória e o Príncipe Alberto, e a maior de todas para o duque de Wellington. Todos ele visitaram Chatsworth na época do 6º Duque. A "Wellington Rock", na realidade uma construção de várias rochas empilhadas no topo umas das outras, tem 45 pés (14 m.) de altura e uma pequena queda de água cai do cimo para um lago. Por vezes, durante o Inverno a água congela criando espectaculares formas de gelo. A água flui para um lago criado por Paxton chamado de "The Strid", o qual tem o nome de um trajecto do Rio Wharfe na propriedade da abadia de Bolton, onde o rio se comprime num turbulento abismo. O strin de Chatworth é um plácido troço de água ornado com rochas e uma vegetação luxuriante e atravessado por uma ponte rústica.
- O Arboretum e Pinetum: Esta foi a maior época de expedições para recolha de plantas, quando importantes espécies novas foram descobertas com prazer, por intrépidos botânicos. O Duque foi um dos mais generosos patrocinadores de exibições de plantas recolhidas daquela época. Em 1829 tomou 8 acres (32 000 m²) adicionais do parque para o jardim para criar o pinetum, e em 1835, Paxton começou a trabalhar num Arboretum, o qual foi planeado como uma sucessão sistemática de árvores de acordo com as classificações botânicas. Chatsworth tem algumas dos mais antigos espécimes no Reino Unido de várias espécies tais como Pseudotsuga e Sequoiadendron. Também nesta parte do jardim fica o "Grotto Pond", que começa como um lago de peixes, criando peixe para a mesa de Chatsworth. A mãe do 6º Duque tinha construído uma gruta rústica no final do século XVIII. A área em volta do lago está agora plantada para cores outonais.
- A "Azalea Dell" e a Ravina: rododendros e azáleas cresciam bem em Chatsworth pelas características do solo, e uma secção do extremo sul do jardim foi-lhes devotada. Esta é a mais áspera parte do jardim com caminhos escarpados serpenteantes e uma névoa descendo sobre um pequeno vale conhecido como "The Ravine". Em 1997 foi criada uma queda de água com água de velhas nascentes dos campos da propriedade. Também existe aqui uma alameda de bambus.
- A Fonte do Imperador: Em 1843 o czar Nicolau I da Rússia informou o Duque, que era seu conhecido, que gostaria de visitar Chatsworth no ano seguinte. Em antecipação a esta visita imperial, o Duque mandou construir a maior fonte do mundo, e encarregou Paxton dos trabalhos. Um lago de 8 acres (32 000 m²) foi escavado nas charnecas, 110 metros acima do palácio, para fornecer pressão natural à água. O trabalho ficou concluído em seis meses, continuando dia e noite à luz de fogueiras. O jacto de água resultante atinge uma altura de 90 metros. Devido à limitada pressão da água, esta habitualmente corre com meia pressão, atingido cerca de metade da altura, embora ocasionalmente seja activada a pressão máxima. O czar nunca chegou a ver esta fonte. O mecanismo do jacto de água teve um uso prático: gerou electricidade para Chatsworth entre 1893 e 1936. O palácio foi então ligado à rede eléctrica, mas uma nova turbina foi instalada em 1988, produzindo cerca de um terço da electricidade de que o edifício necessita.
- O "Conservative Wall": Este muro consiste num conjunto de casas verdes que ficava entre o Templo de Flora e os Estábulos, encostadas ao muro norte do jardim. Tem uma secção central mais alta, flanqueada por dez secções mias pequenas. É usado para criar frutos e camélias. Duas camellia reticula 'Captain Rawes' plantadas, em 1850, ainda sobrevivem. As camélias de Chatworth ganharam vários prémios. O nome do muro, "Conservador", não tem conotações políticas; os Duques de Devonshire eram Whigs e mais tarde Liberais; foi assim baptizado por Paxton porque conserva bem o calor.

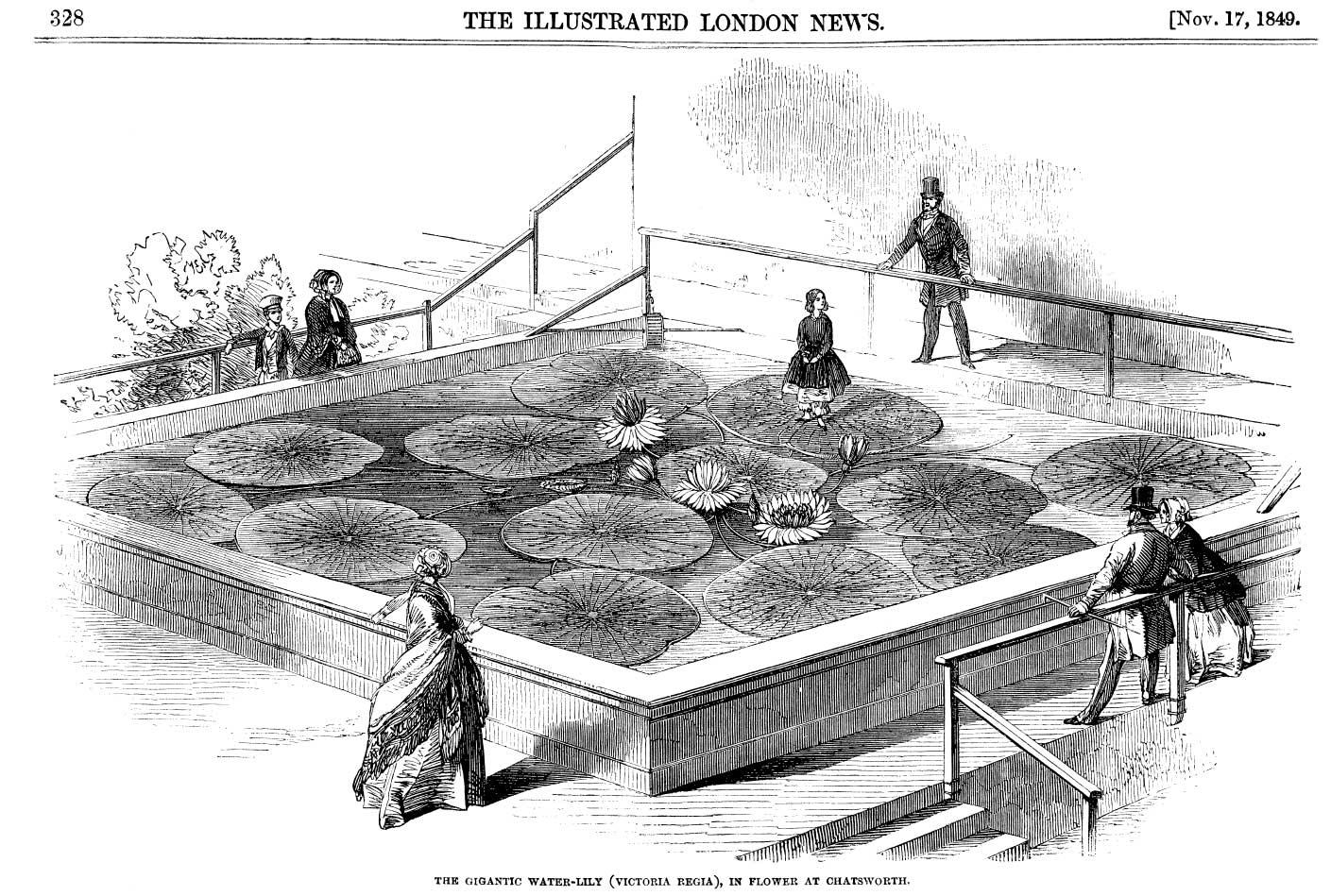
A filha de Paxton de pé numa folha de Victoria amazonica.

Paxton foi responsável, juntamente com o arquitecto Decimus Burton, pelo "Great Conservatory" de Chatsworth, começado em 1836 e completado em 1841: a maior estufa de vidro do mundo à época. Tinha 84 metros de comprimento, 37 metros de largura e 19 metros de altura, tendo custado 33.099 libras (mais que uma quinta poderia ter ganho em 1.000 anos). Uma linha de carris de ferro corria a todo o comprimento do edifício, por entre luxuriante vegetação tropical. Contemporâneos ficaram atónitos com esta visão sem precedentes. O Rei da Saxónia comparou-o com "Uma cena tropical com um céu de vidro." O "Great Conservatory" foi demolido depois da Segunda Guerra Mundial, uma vez que todas as plantas tinham morrido por não ter havido carvão disponível durante a guerra para o aquecimento, e ainda devido aos custos de manutenção, que deixaram de ser considerados aceitáveis. Também havia uma outra estufa de vidro, em Barbrook, na beira do parque, a qual estava devotada ao cultivo do lírio gigante da Amazónia, o Victoria amazonica, que aqui floriu em cativeiro pela primeira vez. Esta Lily House também se perdeu.

### O moderno jardim (desde 1950)
Os 7.º, 8.º, 9.º e 10.º Duques fizeram poucas alterações no jardim. O jardim sofreu durante a Segunda Guerra Mundial, mas o 11.º Duque e a sua esposa, a actual Nobre Duquesa lamentaram o seu jardim e administraram o renascimento da sua fortuna. Alan Titchmarsh, personalidade britânica especializada em jardins, escreveu em 2003: "A maior força de Chatsworth deve-se ao facto de os seus donos terem recusado manter o jardim com os seus louros Vitorianos. Este continua a crescer e a desenvolver-se, e é isso que o torna num dos melhores e mais vibrantes jardins da Britânia." Muitas das realizações históricas têm sido restauradas imaculadamente, e de uma forma pouco usual para um palácio rural inglês nos tempos modernos; têm sido adicionadas novas e importantes realizações, incluindo:
- Os limoeiros do relvado Sul: As duplas filas de limoeiros em cada lado do relvado Sul foram plantadas em 1952.
- A Cerca Serpenteante: a ondulante cerca de teixos que ladeia o caminho entre o "The Ring Pond" e o busto do 6.º Duque foi plantada em 1953.
- O Labirinto: este labirinto foi plantado com 1.209 teixos em 1962, no centro do local onde se encontrava o antigo "Great Conservatory". Dois jardins de flores ocupam o resto do espaço.
- A "Display Greenhouse (1970)": este edifício foi construído em estilo moderno, embora se enquadre bem nos jardins. Fica situado atrás da estufa do 1.º Duque. Tem três zonas climáticas, tropical, mediterrânica e temperada. O acesso público é limitado, mas existem visitas especiais para grupos que podem ser feitas em alguns dias de cada estação
- A "Cottage Garden": esta casa foi inspirada numa outra apresentada em 1988 no "Chelsea Flower Show". Um jardim frontal de maciços de flores rodeadas por caixas levam à "cozinha/sala de jantar" com móveis cobertos com plantas. Um quarto no primeiro-andar está decorado no mesmo estilo.
- O "Kitchen Garden": um produtivo jardim de frutas e vegetais com realizações criativas foi criado por detrás dos estábulos, na década de 1990. O jardim da cozinha original de Chatsworth cobria 47 000 m² e ficava no parque, próximo do rio.
- "Revelation": Revelação é uma fonte escultural desenhada pela escultora Angela Conner e instalada em 1999. Esta é a única estrutura de água que consta do top ten da revista Country Life.
- Escultura Moderna: existem várias peças de escultura moderna, incluindo War Horse e Walking Madonna pela Dame Elizabeth Frink.
- The Sensory Garden: este jardim dos sentidos está preparado para acesso por deficientes e apresenta muitas plantas aromáticas. Abriu em 2004, inaugurado pelo então Home Secretary David Blunkett, que é cego e natural de Sheffield, relativamente perto de Chatsworth.

## Os estábulos
O bloco dos estábulos de Chatsworth, o qual está proeminentemente situado no pátio elevado a Nordeste do palácio, é quase tão grande como o próprio palácio. Na verdade o seu portão de entrada, o qual tem a forma de um arco triunfal, é comprovadamente maior que qualquer parte da casa. Este apresenta quatro colunas dóricas com bandas rústicas, um frontão contendo um gigantesco brasão de armas da família cravado, incluindo dois veados, aproximadamente do tamanho real, em alto-relevo embelezados com galhos verdadeiros, e uma torre do relógio coberta por uma cúpula. O edificio foi desenhado por James Paine para o 4.º Duque, e construído por volta de 1760. Tem aproximadamente 190 pés (58 m.) de lado e possui dois pisos. Tem torres baixas nos cantos adicionalmente a uma existente sobre o portão de entrada. Os estábulos originais tinham baias para 80 cavalos, e todas as instalações necessárias, incluindo uma oficina de ferreiro. O primeiro piso era ocupado por celeiros e acomodações para os muitos criados de estrebaria. O 6.º Duque adicionou uma casa de carruagens por trás dos estábulos, na década de 1830.
Os últimos cavalos deixaram o estábulo em 1939 e o edifício foi então usado como armazém e garagem. As acomodações dos lacaios foram convertidas em apartamentos para os empregados e pensionistas de Chatsworth, além dos seus familiares. Quando o palácio abriu ao público, no pós-guerra, o "catering" limitava-se a uma torneira exterior que dizia "água para cães", a qual tem sido conservada desde então. Em 1975 estabeleceu-se um bar de chá com um investimento de 120 libras. A primeira tentativa de café surgiu em 1979. Tinha 90 lugares sentados em algumas das baias dos estábulos e não eram suficientes, nem sob o ponto de vista dos clientes nem sob o ponto de vista comercial. Em 1987 o cozinheiro privado dos Duques, um francês chamado Jean-Pierre Béraud que também era responsável pelo sucesso da Loja de Quinta de Chatsworth e pelos Chatsworth Foods, tomou conta do catering. Depois de falhada a permissão para obter plena permissão para construir um novo edifício incorporando a velha casa do gelo, no parque, um restaurante de 250 lugares foi criado na casa das carruagens. O coche do século XIX usado pela Nobre Duquesa e pelo falecido Duque na coroação da Rainha Isabel II está exposta aqui. Outras instalações incluem o Bar de Jean-Pierre o qual também serve comida, uma loja que complementa a loja principal no palácio, e três quartos que podem ser arrendados para eventos privados. O estábulo serve 30.000 pessoas por mês durante a época de visitas. Pode ver-se uma planta parcial do edifício aqui

## O parque, os bosques e a quinta

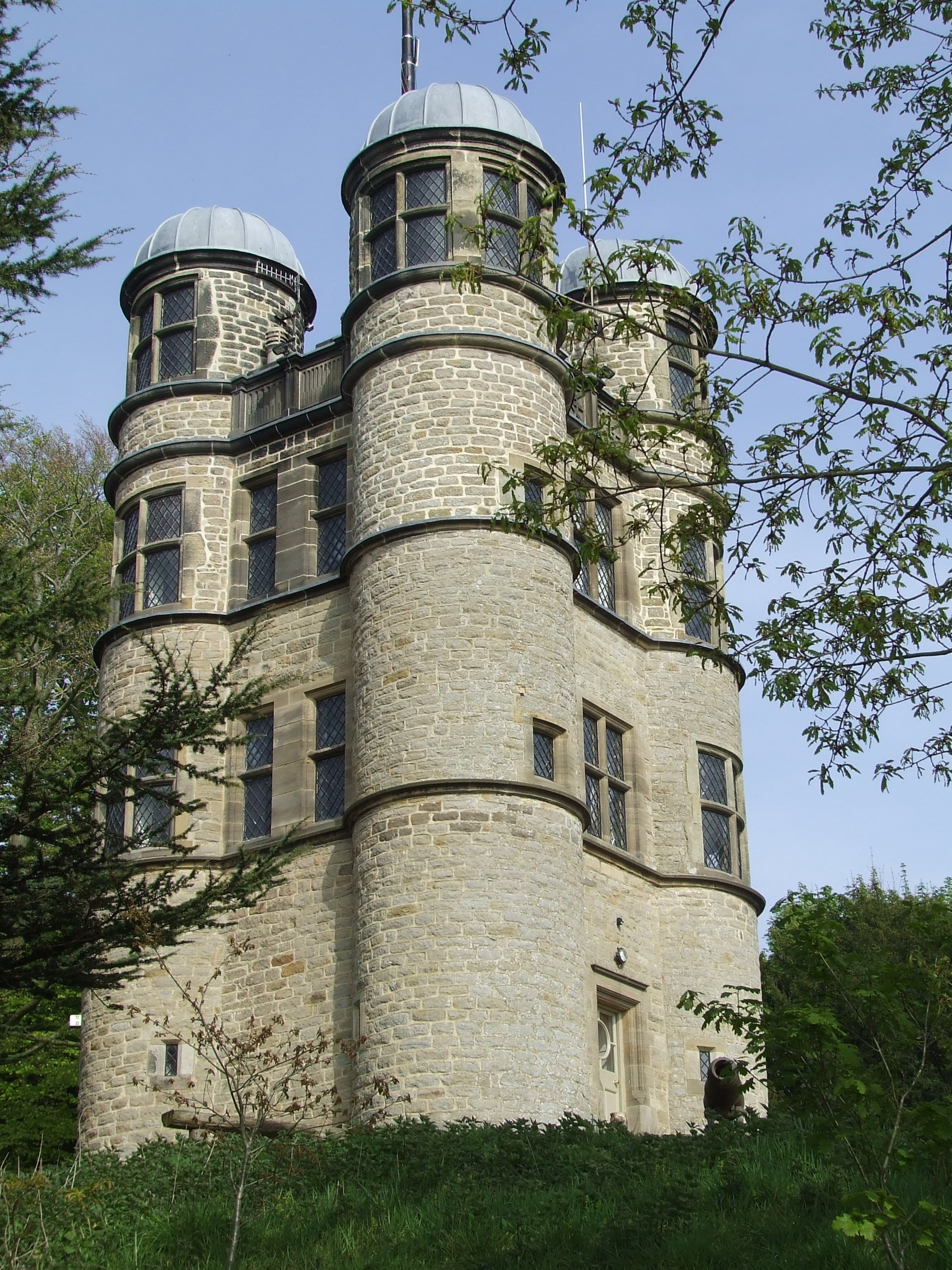
Torre de caça dos terrenos de Chatsworth House.

O parque de Chatsworth cobre cerca de 4 km² e está aberto ao público, gratuitamente, durante todo ao ano, excepto a secção Sudeste, conhecida como o "Old Park" (apesar de não ser a parte mais antiga), a qual serve para criação de cervos encarnados e fulvos. Outra parte do parque está ocupado por áreas de pastoreio de gado, muito do qual pertence a caseiros ou pequenos proprietários rurais que usam o parque como pastagem de Verão. Muitas das áreas do parque podem ser vistas nesta foto aérea. O parque de Bess de Harwick situaa-se completamente no lado este do rio, prolongando-se para sul até ao local onde está a Fonte do Imperador, e para norte, até ao campo de cricket. Acredita-se que a pequena torre na alameda nordeste do palácio, conhecida como "Hunting Tower" (Torre de Caça), era usada para observar a caça no parque. Sete lagos de peixes foram escavados a noroeste do palácio, onde se realizam actualmente eventos como a anual "Chatsworth Horse Trials" e a "Angling and Country Fairs". A ponte que atravessa o rio estava no extremo sul do parque e levava à velha aldeia de Edensor, sendo visível do palácio, pelo rio.
Capability Brown fez, pelo menos, tanto trabalho no parque como fez no jardim. A paisagem espaçosa rodeada de árvores, que é tão admirada hoje, não é natural. Brown estabilizou o rio e fez uma rede de canais de drenagem sob a relva. O parque é fertilizado com estrume das quintas próximas e administrado de forma a manter controlado o crescimento das ervas daninhas e dos arbusto raquíticos que floresceriam se a natureza seguisse o seu curso. Brown encheu a maior parte dos tanques de peixe de Bess e expandiu o parque para oeste do rio. Ao mesmo tempo, James Paine desenhou a nova ponte a norte do palácio, a qual estava colocada num ângulo de 40 graus, de forma a proporcionar a melhor vista para a frontaria oeste do edifício. A maior parte das casas de Edensor foi demolida e a aldeia reconstruída de forma a não ser vista do palácio. As cercas entre os campos da margem oeste do rio foram arrancadas para criar um parque aberto, e foram plantados bosques no horizonte, arranjados em grupos triangulares para que o pano de árvores se mantivesse mesmo quando fosse necessário desbastá-lo. as plantações de Brown alcançaram o seu pico em meados do século XX e têm sido substituídas gradualmente. O 5º Duque mandou construir uma elegante estalagem de tijolo encarnado em Edensor, para acomodar o crescente número de prósperos viajantes que vinham visitar Chatsworth. Está agora transformada no edifício de escritórios da propriedade.
Em 1823 o Duque Bachelor adquiriu as terras do Duque de Rutland em volta de Baslow, a Norte de Chatsworth, em troca de outras terras. Expandiu o parque cerca de 800 metros para Norte da sua presente fronteira. Fez demolir as restantes casas da velha Edensor que se encontravam dentro do parque, com excepção da casa de um velho que não desejou mudar-se, a qual actualmente ainda se mantém isolada no parque. As casas de Edensor foram reconstruídas num estilo pitoresco. Na década de 1860, William Cavendish, 7º Duque de Devonshire, encomendou a Sir George Gilbert Scott a ampliação da St Peter's Church ("Igreja de S. Pedro"), em Edensor. O pináculo da igreja embeleza as vistas a partir do palácio, jardim e parque, e dentro dela está um notável monumento aos filhos de Bess de Hardwick, Henry Cavendish e William, 1º Conde de Devonshire.
Nas alamedas do lado este do parque existe um bosque chamado "Stand Wood", o qual herdou o nome da "Stand Tower", o nome original da "Hunting Tower". No topo do "Stand Wood" existe um planalto cobrindo várias quilómetros quadradas com lagos, bosques e charnecas. Existem caminhos públicos através da área e Chatsworth proporciona visitas guiadas num atrelado de 28 lugares puxado por um tractor. Esta área é a fonte de água para todos os trabalhos de gravidade com água do jardim. O "Swiss Lake" alimenta a Cascata e a Fonte do Imperador. O Duque Solteirão mandou construir um aqueduto para levar água até à cascata. 
A Nobre Duquesa é uma dedicada advogada da vida rural, e em 1973 organizou uma Exposição do Mundo Rural no pátio de Chatsworth, acima dos estábulos. O objectivo é mostrar às pessoas que não estão familiarizadas com o mundo rural como se produzem os alimentos. Fazem-se demonstrações de ordenha e expõem-se raças raras. Um parque de recreio foi adicionado em 1983, e Alan Titchmarsh abriu um local de encontro para conversas e exposições, chamado "Oak Barn", em 2005. Chatsworth também promove dois eventos semanais durante as quais são feitas demonstrações de agricultura e silvicultura a grupos de crianças de escola, nas quintas e bosques da propriedade.

## A propriedade
Chatsworth é o eixo de uma propriedade agrícola de 35.000 acres (142 km²). A propriedade Chatsworth, juntamente com 30.000 acres (121 km²) em volta da abadia Bolton no Yorkshire (essencialmente charnecas) e alguma terra em Eastbourne, pertence à Trustees of Chatsworth Settlement, Um consórcio da família que se constituiu em 1946. O Duque e outros membros da família são titulares do rendimento. Os 8.000 acres (32 km²) da propriedade familiar de Lismore Castle na Irlanda estão contidos num outro consórcio. A propriedade inclui dúzias de caseiros e mais de 450 casas e apartamentos. A propriedade inclui dezenas de quintas arrendadas e mais de 450 casas e apartamentos. Existem cinco sub-propriedades espalhadas pelo Derbyshire:
- A Propriedade Principal: um bloco compacto de 12.310 acres (50 km²) em volta do palácio incluindo o parque e várias propriedades nas aldeias de Baslow, Pilsley, Edensor, Beeley e Calton Lees.
- A Propriedade Oeste: 6.498 acres (26 km²) de disperso terreno elevado, maioritariamente no Peak District e parcialmente no Staffordshire. Hartington, da qual a família toma o seu segundo título, fica na vizinhança.
- A Propriedade de Shottle: 3.519 acres (14.2 km²) em volta de Shottle, a qual fica a cerca de 15 milhas (24 km) a Sul de Chatsworth. Estas são terras de pouca altitude e é sede da maior parte das quintas de leite da propriedade, tendo também algumas granjas aráveis.
- A Propriedade de Staveley: 3.400 acres (13,8 km²) próximos de Chesterfield, incluindo uma área industrial de 355 acre (1,4 km²) chamada "Staveley Works", a qual é alugada a vários rendeiros, além de algumas florestas e quintas aráveis.
- A Propriedade de Scarcliffe: 9.320 acres (38 km²) a Este de Chesterfield. Essencialmente terras aráveis.

O "Chatsworth Settlement" tem uma larga variedade de fontes de rendimento adicionalmente às rendas agrícolas. Vários Milhares de acres da propriedade, principalmente em volta de Chatsworth e em Staveley, são cultivadas à mão. Um determinado número de propriedades podem ser arrendadas como cottages de férias, incluindo a Torre de Caça de Bess de Hardwick, no parque. Existem várias pedreiras que produzem pedra calcária e outros minerais. 
O 11º Duque e a sua Duquesa não optaram pela abordagem de um parque temático como forma de modernização de uma propriedade rural, mas venceram a relutância de entrar no comércio própria da aristocracia tradicional. A Chatsworth Farm Shop é provavelmente a maior empresa do seu género no Reino Unido, empregando mais de uma centena de pessoas. Em 2005 abriu um restaurante de 90 lugares na "Farm Shop". Entre 1999e 2003 também tiveram uma loja no exclusivo distrito londrino de Belgravia, mas não teve sucesso. A Settlement também gere as quatro lojas e operações de catering em Chatsworth, pagando uma percentagem das vendas à Instituição de caridade de Chatsworth House Trust a título de renda. Administra ainda o Devonshire Arms Hotel e o Devonshire Fell Hotel & Bistro na propriedade da abadia Bolton e possui o Cavendish Hotel em Baslow no limite do parque de Chatsworth, o qual é alugado por um arrendatário. A velha cozinha jardim em Barbrook, nos limites do parque está arrendada por um clube de caravanismo, e um cercado no limite Sul do parque que servia para engordar gamos para a mesa de Chatsworth é agora um centro de jardinagem alugado. Em ambos os casos o "Settlement" recebe uma percentagem sob as vendas como renda. Também existe uma linha de produtos alimentares com a chancela de Chatsworth, confirmada com a assinatura da Nobre Duquesa, a qual é acessível por ordem postal. A Nobre Duquesa também instalou a "Chatsworth Design", para explorar os direitos de propriedade intelectual das colecções Devonshire, e uma companhia de mobiliário chamada "Chatsworth Carpenters", mas a segunda está agora a ser licenciada para uma companhia americana.

## Os acessos a Chatsworth
O parque está aberto ao público livre de custos, sendo um dos poucos parques de palácios rurais ingleses com uma estrada pública a passar através dele. Também é atravessado por trilhos públicos através dos bosques acima do palácio. 
As atitudes dos Duques no que diz respeito aos direitos de passagem têm mudado significativamente ao longo dos anos. Aquando da sua morte, em 2004, a "Ramblers Association" elogiou o 11º Duque pela luta esclarecida pelo livre acesso ('Direito para vaguear'), assim como pelas desculpas pela atitude do 10º Duque, que restringira o acesso a muitas das terras da propriedade. Mesmo durante a posse do 11º Duque existiram disputas quando os rights of way foram compilados definitivamente nas décadas de 1960 e 1970, o trilho para a Swiss Cottage (uma casa isolada próxima de um dos lagos nos bosques) foi contestado, e a matéria subiu ao Supremo Tribunal de Justiça, fazendo do Derbyshire uma das últimas regiões a estabelecer os seus mapas definitivos.

## Na cultura popular
Chatsworth House aparece em vários filmes, séries de televisão e documentários:
- Orgulho e Preconceito, de 2005, adaptação de uma obra de Jane Austen. O palácio representa Pemberley, a casa de Mr. Fitzwilliam Darcy;
- Barry Lyndon, de 1975. O palácio representa Castle Hackton;
- The Bounty, de 1984. Dois quartos representam dois quartos da Admiralty House;
- Interceptor, de 1989;
- A Duquesa, de 2008;
- Rivers with Griff Rhys Jones, um documentário de 2009;
- O Lobisomem, de 2010;
- Chatsworth, um documentário sobre o palácio de 2012;
- Death Comes to Pemberley, série de televisão de 2013;
- Peaky Blinders, de 2013;
- Secrets of The Manor House, de 2014;
- The Crown, de 2016. Um dos cômodos foi usado para representar o interior do Palácio de Buckingham.